# Lionel Casson
Lionel Casson (22 de juliol del 1914 – 18 de juliol del 2009) fou un classicista, catedràtic emèrit de la Universitat de Nova York, i especialista en història marítima. El 1934 es graduà per la Universitat de Nova York, on el 1936 esdevingué professor ajudant. Es doctorà per aquesta mateixa universitat el 1939. El 2005 fou guardonat amb la Medalla d'Or de l'Institut Arqueològic d'Amèrica.

## Infància i joventut
Nascut Lionel I. Cohen el 22 de juliol del 1914 a Brooklyn, més tard es canviaria el cognom a Casson. En l'adolescència, tenia una embarcació de vela amb la qual li agradava navegar pel Long Island Sound. Cursà els seus estudis universitat íntegrament a la Universitat de Nova York, on es graduà el 1934, obtingué un màster el 1936 i es doctorà el 1939, a més de treballar-hi com a professor ajudant. Durant la Segona Guerra Mundial prestà servei amb la marina dels Estats Units, encarregat de la interrogació dels presoners de guerra.
En acabar el servei militar, tornà a la Universitat de Nova York, on treballaria de catedràtic de Clàssics des del 1961 fins al 1979. Autor de 23 llibres sobre la història marítima i la literatura clàssica, Casson recorria a materials antics que anaven des dels discursos de Demòstenes i les obres de Tucídides fins a manifestos de càrrega, passant pels estudis arqueològics de derelictes antics i el contingut de les àmfores que transportaven. A partir d'aquests elements, desenvolupà un marc per al desenvolupament de la construcció naval, les rutes comercials marítimes i la guerra naval al món antic.

## Clàssics
En el seu discurs d'acceptació de la Medalla d'Or de l'Institut Arqueològic d'Amèrica, Casson rememorà una visita al sud de França del 1953 en la qual havia pogut visitar Jacques-Yves Cousteau, que investigava un derelicte antic. En anar al magatzem on es conservaven els centenars d'àmfores extretes del mar, Casson digué que sabé tot seguit que «havia ensopegat amb una font totalment nova d'informació sobre els afers marítims antics i que estava determinat a explotar-la allí mateix». Acabaria integrant tota aquesta nova informació amb les dades que havia obtingut d'escrits antics.
El seu llibre del 1959 The Ancient Mariners: Seafarers and Sea Fighters of the Mediterranean in Ancient Times explica com les civilitzacions de la Mediterrània començaren a navegar prop de la costa, però anaren progressant fins a dur a terme grans periples lluny del litoral. Les expedicions comercials i militars els dugueren a viatjar a indrets tan remots com l'Índia, fent servir dissenys més avançats que desenvoluparen les barques de fons pla originals en naus com els trirrems, que es movien a set nusos sota l'impuls de centenars de remers i 170 rems. Illustrated History of Ships and Boats, publicat per Doubleday el 1964, repassava la història dels vaixells des de les primeres embarcacions fetes de fusta o pells d'animals fins als submarins nuclears més moderns.
Yale University Press publicà el seu llibre Libraries in the Ancient World (2001) que utilitza referències en obres antigues i proves arqueològiques a l'Orient Pròxim i el món grecoromà per resseguir el desenvolupament de l'escriptura, la creació dels primers llibres i el procés de copiar-los a mà i reunir-los en biblioteques. En el seu llibre, Casson situa Homer a dalt de tot de la llista d'autors més populars, posant la Ilíada per sobre de l'Odissea en la seva llista de best-sellers. Documenta les transicions des de les tauletes d'argila fins al papir i el pergamí, així com el desenvolupament del còdex com a precursor dels llibres moderns. Casson rebutja el consens establert segons el qual la biblioteca d'Alexandria hauria estat destruïda el 48 aC i sosté que hi ha proves que perdurà fins al 270, durant el regnat de l'emperador romà Aurelià.
Era membre del club gastronòmic i literari exclusivament masculí Trap Door Spiders.
Casson morí de pneumònia a Manhattan als 94 anys el 18 de juliol del 2009. Deixà una vídua, Julia (nascuda Michelman), així com dues filles i dos nets.